# Pusztina
Pusztina (románul Pustiana) csángó falu Bákó megyében, Moldvában, Romániában. A Keleti-Kárpátokon túl, Perzsoj (Pârjol) községben található.

## Története
Pusztina  Moldva egyik legfiatalabb csángó települése, mivel – valószínűleg – a madéfalvi vérengzés után, az 1790-es években vándoroltak ide magyarok.

### Szájhagyomány
A szájhagyomány szerint a Csík vármegye felől érkező magyarok először egy román faluba, Blegyestbe (Blăgești) mentek, s ott cséplést vállaltak, majd ők, a cséplők jöttek a mai Pusztina helyére. Egy magyar ember figyelt erre fel, egy bizonyos Nemes nevű. Nevét az itt talált pusztáról kapta. Más forrás szerint az első csíki telepes, aki Pusztinába érkezett, egy bizonyos Pusztina György volt.
Kaszáp István, az 1910-es években született, így mesélte el Pusztina keletkezését: 
„Jártak ide bé Csíkból csépelni, s tőlük született Pusztina. Jártak ide, s mikor Madéfalván meglőtték a székelyeket, ide menekültek, akik elbujdostak, met má üsmerősek vótak. S ide béjött egy dzsenerál, Nemes nevezetű. Tátám mesézte, én eszt a dzsenerált nem értem. S ittegyen kibérelt egy birtokot malmostul, kurtéstól (udvarház), mindenestül. S a magyarok Blegyestben, amikor meghallották, hogy kerekedett egy magyar bojér, harmincan vótak azok a cséplők, kijöttek ide a bojérhoz, s megszálltak ide fenn a Fenekben, s a Laci erdeiben. Merthogy Laciak vótak az előbbcöri pusztinai lakosok, asztánd a Becék, asztán az Erőssök, s errefelé a Pálok, Barták. S mikor jöttek ki Blegyestből, az erdőn kaptak ety harangot. Ezt a harangot a törököktől dukták vót el, met mikor béjöttek ide a törökök, a harangokat gyütötték essze, álgyút öntöttek belőle, met az egyféle réz vót. De hogy aszt kik dukták el, ma sem tuggya senki. Hanem azok a zemberek mekkapták s e'hoszták ide Pusztinába. Kicsi harang vót.”

### Első említése
A Pusztina szó először személynévként bukkan fel: egy 1746. május 25-i jegyzőkönyv lapszélén szerepel Pisztina (feltehetően elírás a Pusztina helyett) András neve. 1762-ben, a gyimesi Lokon, a név újra szerepel a moldvai magyarként meghatározott Csángó Pusztina Erzsébet nevében.
A falut először 1792-ben említették egy osztrák térképen, Pustiian néven. Amint kiderül a leírásból – 62 ház, 24 családfő, 40 szolgálatra alkalmas férfi, 1 ló, 40 ökörfogat – igen kis, egyszerű, szegényes falu volt.
A faluban egy másik szájhagyomány szerint érkeztek még Erdélyből 1816-ban is ide telepesek, ami valószínű, hogy összefügg az akkori nagy éhínséggel.

### Az 1864-es változások
1864-ben, Alexandru Ioan Cuza idején a Moldvai Fejedelemségben is megtörtént a jobbágyfelszabadítás, ez Pusztinában hatalmas változásokat hozott, mivel eddig a pusztinai csángók – a birtokosok kivételével, márpedig azt igen nehezen szereztek – jobbágyok voltak, ugyanúgy robotoltak (ingyenmunka), ajándékoztak, mint azelőtt 1848-ig a magyarországiak.

### Románosítás
Az erős elrománosítási törekvések eredménye, hogy ma már a pusztinai családok neveit elrománosították, de saját, csángó tudatuktól azonban meg nem fosztották őket. Szomorú példa az elrománosításról a László, melyből lett Laslău, a Veresből Roșu stb.

### A templom
A pusztinai templom 1830 körül épült, Szent István tiszteletére szentelték fel.
1937-ben elkezdték építeni az új templomot. A falu népe elhatározta, hogy mindenki fizet 15 banit, s így összegyűlt pénzből hirdetést adtak, kerestek egy mérnököt a templomépítésre. Az új templom építését 1957-ben fejezték be, azonban felszentelése nem történt meg, ugyanis a helyi közösség ragaszkodott ahhoz, hogy Szent István legyen a védőszentje.

## Lakossága
Az I. világháborút követően hirtelen megugrott a lakosság száma, az 1930-as népszámlálás szerint 1177 fő volt. A népszámlálás szerint a faluban nincs magyar, de magyar anyanyelvű 97,36% (1146 fő), római katolikus pedig 97,6% (1153 fő).
A 2002-es népszámlálások szerint a falut 1961-en lakták, melyből:
- Román: 1549 fő (78,99%)
- Csángó: 410 fő (20,91%)

A népszámlálás nem feltétlenül hiteles, mivel sok esetben a csángók nem merik megvallani magyarságukat, így románnak vannak feltünteve.
A vallás szerinti összetétel:
- Római-katolikus: 1942 fő (99,03%)
- Ortodox: 18 fő (0,92%)

A pusztinai csángók több mint három évtizeden át küzdöttek a magyar nyelvű vallásgyakorlás lehetőségéért. Az 1990-es években és a 2000-es évek elején csak házaknál misézhettek vendégpapok, a templomba nem engedték be őket. A 2002–2004-es egyházmegyei zsinat zárórendezvényén már nyilvánosan felolvashatták a kérésüket, melynek hatására 2006-tól alkalmilag, magyar turistacsoportokat kísérő papok már a templomban is misézhettek. 2013-tól a bukovinai Kacsika búcsúja előtti napon, augusztus 14-én Pusztinán is tartanak zarándokmisét, illetve engedélyezték a Szent István Gyermekei imacsoport számára keresztút járását a templomban.
Ferenc pápa romániai látogatása előtt, 2019-ben engedélyezték Bákóban havi egy magyar nyelvű szentmise bemutatását. Ekkor vette át a Jászvásári egyházmegye vezetését Iosif Păuleț püspök, aki elődjénél, Petru Gherghelnél nyitottabbnak bizonyult a csángók kérése iránt. A Szent István Egyesület kérelmére végül Păuleț püspök 2024-ben engedélyezte magyar nyelvű szentmisék bemutatását Pusztinán. Ezt az egyházközség tanácsának többsége is támogatásáról biztosította, de – a helyi PSD-szervezetben csoportosuló ellenzők miatt – egyelőre csak havonta egyszer, a hónap első vasárnapján 15 órakor.

## Oktatás
Pusztinában nagyon sokáig nem volt magyar nyelvű oktatás, napjainkban azonban van, s diákok is vannak.
1897-ben megnyílt az első iskola Pusztinán. 1916-ra felépítettek egy új iskolát. Egyre többen iratkoztak be, addig ugyanis csak a tehetősebbek küldhették iskolába a gyerekeket, a szegényebbeknél a mezőgazdasági munkák miatt otthon nevelték a gyerekeket. 1908-tól óvoda is működött Pusztinán. Azonban se az iskola, se az óvoda nem volt magyar, akár magyar volt a kisgyerek.
Az 1940-es években érezhető volt valami kilábalás ebből: 1946-ban megalakult a Magyar Népi Szövetség Pusztinán is, mely elősegítette a magyar nyelvi oktatást. 1948-ban sikerült is magyar iskolát nyitni a faluban. Sajnos néhány év múlva a magyar tanítást beszüntették.
1960-as években új iskolát emeltek. Változatlanul, mind az iskolában, mind az óvodában csak román nyelvet hallottak. Így ment ez az 1989-es romániai forradalomig, amikor újra elérkezettnek látszódott az idő, hogy kérjék a magyar nyelv oktatását. Már-már nem is kérték, hanem követelték a magyar nyelv oktatását, azonban fokozatosan minden kérelmet elutasítottak. Egyre többen kimentek Erdélybe, Magyarországra tanulni, ez a népességet is levitte. Leginkább azért érte meg, mert ingyen tanulhattak, Erdélyben, Magyarországon támogatták a csángó gyermekek képzését, tanítását.
2000-ben jött a nagy előrelépés. Eddig minden kérvényt visszautasítottak, a szülőket ha kellett, meg is fenyegették, sokszor a kérvény kinézetébe kötöttek bele (!), csak azért, hogy ne legyen magyar oktatás. 2000-ben már valami előrehaladás látszott, a Romániai Magyar Demokrata Szövetség (RMDSZ) engedélyeztette a magyar kisebbség oktatását, azonban a pusztinai magyar oktatást ezúttal is elutasították. 2000 szeptemberében sikerült Klézsén elindítani az iskolán kívüli magyar nyelvi oktatást. Ennek hatására még ez év végén Pusztinán is elindították ezt. Maradhatott volna is így, ha levélben nem kéri az igazgató a Bákói Tanfelügyelőséget, hogy biztosítsanak egy termet a diákoknak. A román iskola igazgatónője megfenyegette a csángó szülőket, így az iskolába járóknak a létszáma lecsökkent. A különórákat azonban sikerült meghagyni, egyre többen jelentkeztek. Megpróbálták a perzsoli (Pârjol) polgármesternél elintézni a dolgot, ott is elutasították.

## Látnivalók Pusztinán
- Szent István tiszteletére felszentelt templom a főtéren
- Szent István szobor a főtéren
- Magyar nyelvű iskola (Skóla ~ rom. școală)
- Helyi Hagyományok Ünnepe: mezőgazdasági munkák, tehénfejés, kaszálás, szövés, fonás, varrás, stb.